# Scheidejunge

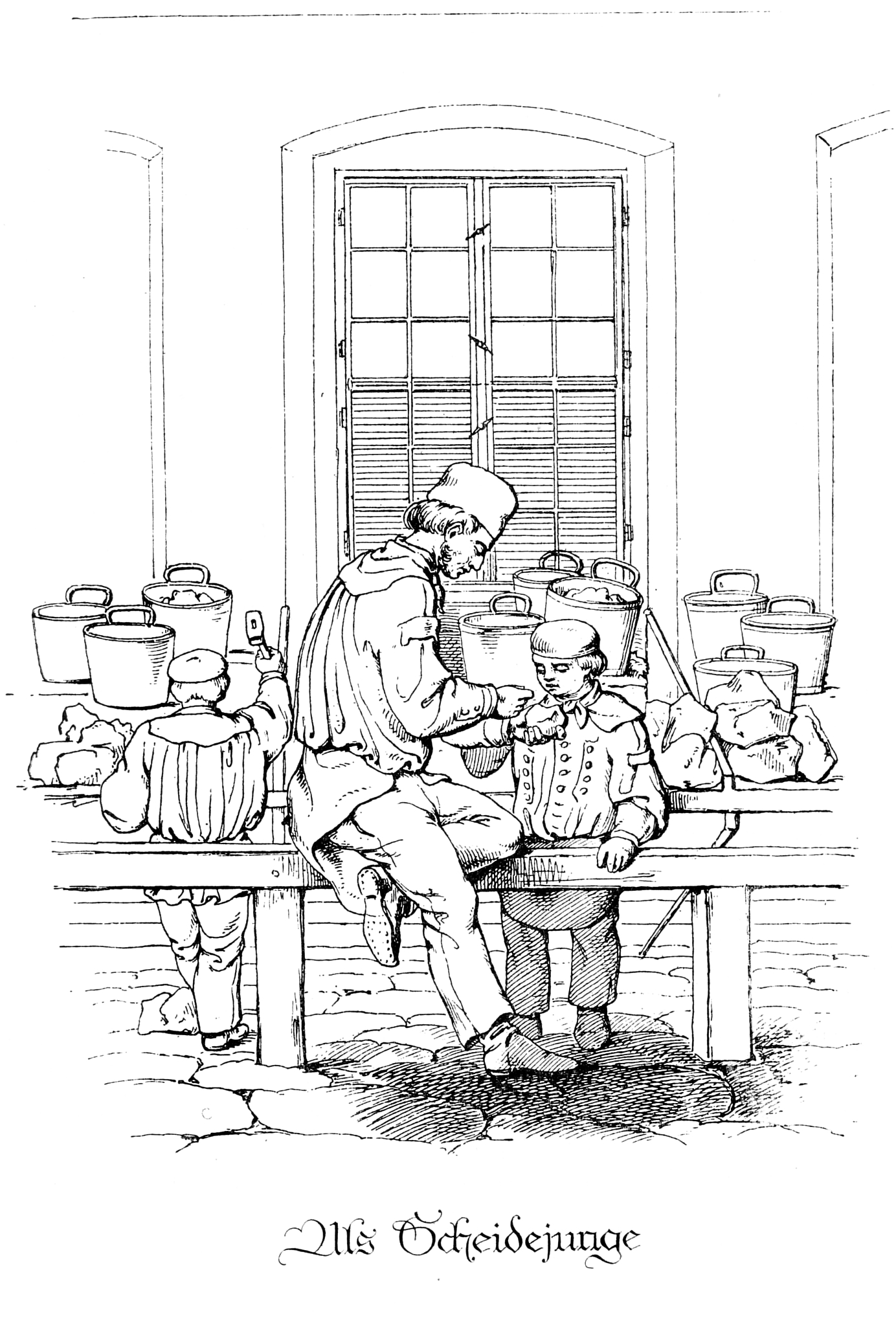
Der Scheidesteiger erklärt dem Scheidejungen die verschiedenen Erze

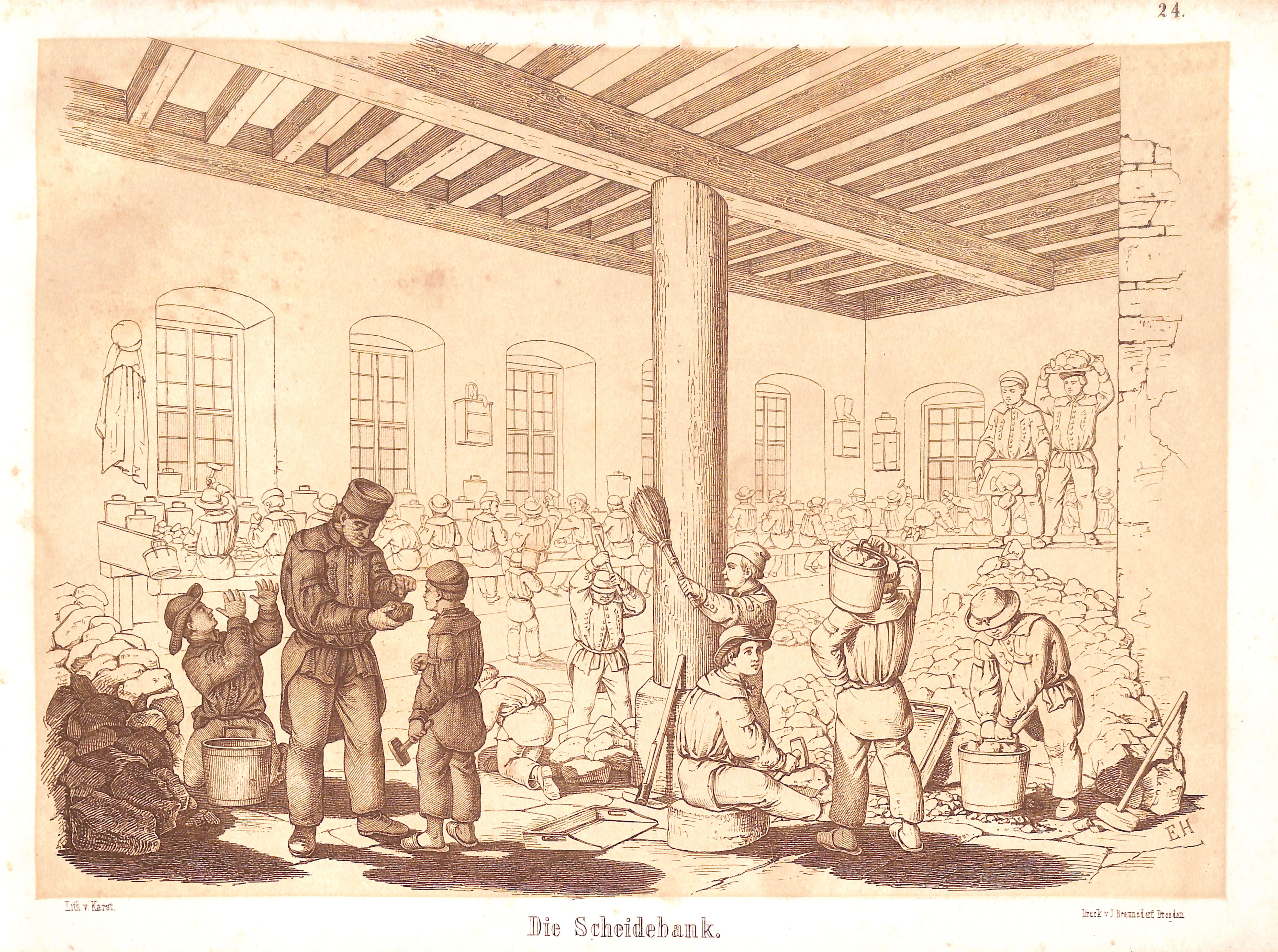
Die Scheidebank

Als Scheidejunge oder Klaubejunge, im Oberharz auch Pochjunge, bezeichnete man früher im Erzbergbau die Anlernlinge, die in der Aufbereitung des Bergwerks tätig waren. Die Scheidejungen waren in der Scheidestube tätig.

## Arbeit
Die Arbeit des Scheidejungen bestand darin, das Erz vom tauben Gestein zu trennen. Diese Tätigkeit wurde als Reinscheiden bezeichnet. Unter Anleitung alter Bergleute oder von Berginvaliden, die als Gnadenlöhner auf der Scheidebank arbeiteten, lernten die Scheidejungen zunächst, das wertvolle Erz vom tauben Gestein zu unterscheiden. Beaufsichtigt wurden sie vom Scheidehutmann, vom Scheidemeister oder vom Scheidesteiger. Nachdem die Ausschläger auf der Halde die großen Brocken (Wände) zerschlagen und grob in Erz, Pochgänge und taubes Gestein getrennt hatten, kam das Erz auf die Scheidebank, wo die Scheidejungen mit dem Scheidehammer die Erzstücke weiter zerkleinerten und nach Erzsorten getrennt in sogenannte Bergkörbe füllten. Diese Arbeiten wurden im Stehen verrichtet. Pochgänge waren Gesteine, in denen das Erz fein verteilt vorlag. Diese wurden im Pochwerk weiterverarbeitet. Besaß das Bergwerk kein Pochwerk, wurde das für den späteren Verhüttungsprozess wichtige Pochen von den älteren, kräftigeren Scheidejungen getätigt. Diese Jungen wurden dann als Pochjungen bezeichnet.

### Arbeitsbedingungen
Die Arbeitsbedingungen waren gesundheitlich belastend. An den Arbeitsplätzen war es staubig und laut und die Jungen mussten ihre Arbeit häufig auf dem Boden der Scheidestube sitzend verrichten. Diese Arbeitshaltung war beschwerlich und wirkte ermüdend, was mit der Zeit zu Nachlässigkeiten bei der Arbeit führte. Das Scheidefäustel, das die Scheidejungen bei ihrer Arbeit verwendeten, war relativ schwer und hatte ein Gewicht von über drei Pfund. Hinzu kam, dass in einigen Bergwerken das Scheiden auch im Gedinge (also nach Leistung) verrichtet wurde. Bei der Arbeit atmeten sie notgedrungen den in der Luft befindlichen Erzstaub sowie weitere Stäube und ggf. schwefelhaltige Dämpfe vom Rösten ein, was dazu führte, dass Scheidejungen meist bereits mit Erreichen der Grubentauglichkeit gesundheitlich angeschlagen waren.

## Hierarchie
Der Scheidejunge stand an unterster Stelle der Bergwerkshierarchie. Bereits im Alter von 6 bis 7 Jahren arbeitete er als Klaubejunge. Diese Arbeit war die leichteste bergmännische Tätigkeit und konnte von den kleineren Jungen, die noch nicht so viel Kraft hatten, verrichtet werden. Nachdem er die Schule absolviert hatte, wurde er als ordentlicher Scheidejunge angelegt. Je nach körperlicher Kraft und Eignung wurde er entweder als Ausschlagejunge zum Zerkleinern der Pochgänge, oder an der Scheidebank zur Reinscheidung eingeteilt. Wenn er kräftig genug war, wurde er mit etwa 15 Jahren, in einigen Bergrevieren bereits schon mit 14 Jahren, für die eigentliche Bergarbeit als Grubenjunge eingestellt. Je nach Geschick und Eignung wurde er danach Vorhauer und nach einer gewissen Zeit dann Hauer. Danach war auch ein Aufstieg zum Steiger oder sogar zum Obersteiger möglich. Johann Eduard Heuchler nennt die Reihenfolge: Scheidejunge (bis zum 14. Lebensjahr), Ausschläger (bis zum 17. Lebensjahr), Grubenjunge usw.

## Arbeitszeiten und Lohn
Damit die erforderliche Konzentration bei der Arbeit nicht zu stark abnahm, sollte die Schichtzeit der Scheidejungen acht Stunden nicht überschreiten. Die tatsächliche Schichtzeit sah, je nach Bergrevier, aber anders aus. Während die sieben- bis achtjährigen Scheidejungen etwa fünf Stunden täglich arbeiteten, waren die ordentlichen Scheidejungen bis zu zwölf Stunden – das entsprach 1,5 Schichten – auf der Scheidebank tätig. Der Schichtbeginn war, je nach Bergrevier, zwischen 4 und 6 Uhr morgens. Von 11 Uhr bis 12 Uhr war Aufsetzstunde, anschließend mussten die Scheidejungen noch bis 16 Uhr arbeiten. Auch der Lohn war in den jeweiligen Bergrevieren unterschiedlich. Für ihre Arbeit erhielten die Scheidejungen je nach Geschicklichkeit und Leistung einen Wochenlohn von fünf bis zwölf Groschen, in Spitzenzeiten wurde mehr gezahlt. Allerdings war dieser Lohn nur ein kleiner Zuverdienst für eine Bergarbeiterfamilie. Mitte des 17. Jahrhunderts konnte man für den Monatslohn eines Scheidejungen gerade ein Kilogramm Butter oder Speck kaufen. Nach Heuchler dauerte die Schicht im königlich-sächsischen Erzbergbau des 19. Jahrhunderts acht Stunden für die älteren und weniger für die noch schulpflichtigen Scheidejungen, der Verdienst betrug 3 bis 4 Neugroschen pro Schicht.

## Soziale Aspekte
Da der Lohn eines Hauers oftmals nicht ausreichte, um die Familie zu ernähren, mussten viele Knaben schon mit acht Jahren ihre Arbeit auf der Scheidebank verrichten. Bei jeder Witterung mussten sie morgens dünn bekleidet und meist barfuß zum Bergwerk gehen. Die Nahrung während der Pausenzeit bestand aus Brot und klarem Wasser, das sie sich aus einem Bach schöpften. Oftmals wurden sie auf der Arbeit, aber auch zu Hause von ihren Eltern, mit einer Peitsche geschlagen. Wenn sie bei der Arbeit einen Fehler gemacht hatten, wurden sie vom Scheidesteiger mit dem Halseisen oder dem Vogelbolzen bestraft. Viele Kinder schwänzten nach getaner Arbeit die am Nachmittag stattfindende Schule, um ein wenig Freizeit zu haben.
Wie die Scheidejungen über die verschiedenen Erzsorten dachten, verdeutlicht folgender Vers:

„Arbeit macht das Leben süß,

Heute schaad mr Kupperkies.

Arbeit macht das Leben sauer,

Morgen schaad mr Puchgängknauer“